# Электриды
Электриды — группа ионных соединений, имеющих в качестве аниона электрон.
Известны два типа электридов — органические, содержащие катион щелочного металла в координированном состоянии в макроциклических лигандах — краун-эфирах и криптандах и неорганические, в которых электроны образуют слои двумерного электронного газа между анионными слоями кристаллической решетки, например нитрид дикальция [Ca2N]+ e−.

## История
Разрозненные исследования, проводимые различными авторами, позволили накопить экспериментальные данные, которые указывали на то, что помимо проводников первого рода (металлы с электронной проводимостью) и проводников второго рода (растворы солей, обладающие ионной проводимостью) существуют соединения, не попадающие в указанную классификацию.
Обнаружены достаточно редкие месторождения поваренной соли синего цвета. Под действием многолетнего облучения от расположенных рядом радиоактивных пород в дефектах кристаллической решетки соли размещаются свободные электроны, благодаря которым кристаллы хлорида натрия приобретают слабую проводимость.

## Химические свойства
В органических растворителях дают синие растворы. Растворяют добавочное количество щелочных металлов, давая алкалиды, в которых степень окисления щелочных металлов равна −1. В иодидах двухвалентных лантана и церия (LaI2 и CeI2) часть атомов металла может постепенно переходить в трёхвалентное состояние, высвобождая электроны, которые обеспечивают проводимость таких неорганических соединений:
La2+ = La3+ + e−
При электрохимическом восстановлении хлорида метилртути CH3HgCl на катоде образуется красное вещество, обладающее электронной проводимостью и имеющее состав CH3Hg. Оно представляет собой ионное соединение, кристаллическая решетка которого построена из катионов CH3Hg+, анионами же являются электроны, которые не занимают конкретное место, а принадлежат всей решетке. В итоге они способны свободно перемещаться, что и проявляется в виде электропроводности. Таким образом, состав соединения более точно может быть описан формулой [CH3Hg]+e−.
Сумма накопленных фактов позволила перейти к направленному получению соединений такого типа. Спланированный синтез электридов удалось осуществить при использовании сравнительно нового класса соединений — краун-эфиров. Меняя размер цикла, можно очень точно «настроить» краун-эфир на катион строго определённого металла, который благодаря этому будет закреплён достаточно прочно. Именно это свойство краун-эфиров было использовано для создания электридов.

## Получение
При растворении металлического натрия в жидком аммиаке происходит сольватация ионов (так же, как при растворении NaCl в воде). Сольватирующий растворитель — жидкий аммиак. В растворе образуются катионы Na+, и анионы — сольватированные аммиаком электроны е− (если полученный раствор испарить, то аммиак легко удалится при комнатной температуре, электрон вернётся к иону натрия, и вновь получится исходный металлический натрий).
Na0 + NH3 (жидк.) = Na+ (NH3)n + е− (NH3)m
Для получения электрида в полученный раствор натрия в жидком аммиаке добавляют краун-эфир, причём такой, который хорошо сольватирует именно катион натрия, при этом соблюдают мольное отношение краун-эфир/натрий = 1/1. Затем аммиак испаряют, электрон не сможет вернуться к натрию, поскольку катион Na+ плотно заблокирован краун-эфиром. В результате образуется вещество, у которого в кристаллической решётке находятся ионы натрия, укрытые краун-эфиром, а в межкристаллическом пространстве располагаются свободные, не сольватированные электроны, (краун-эфир сольватирует только катионы натрия).
Благодаря исключительно малым размерам электроны в таком соединении могут свободно перемещаться в межкристаллическом пространстве, соединение приобретает довольно высокую электропроводность, близкую к металлам. Эти соединения получили название «электридов».
Существует несколько иной способ получения электридов. К раствору металлического натрия в жидком аммиаке добавляют не эквивалентное количество краун-эфира, а вдвое меньшее (соотношение натрий/краун-эфир = 2/1). Половина атомов натрия в виде ионов Na+ будет связана краун-эфиром, а вторая половина присоединит освободившиеся электроны, образуя анионы Na−. Возникнет совершенно необычная ионная структура, содержащая катионы и анионы натрия
У натрия необычайно сильно выражена склонность отдавать электрон и превращаться в катион, образование же аниона — процесс явно вынужденный, поэтому электрон слабо удерживается анионом Na−, вследствие чего вещество также приобретает металлическую проводимость.

## Физические свойства
В чистом виде — синие кристаллы (цвет обусловлен электроном), чувствительные к кислороду и влаге воздуха, легко разлагающиеся при нагревании. В органических растворителях дают синие растворы. Могут растворять добавочное количество щелочных металлов, давая алкалиды, в которых степень окисления щелочных металлов равна −1.